# Gyronotus mulanjensis
Gyronotus mulanjensis är en skalbaggsart som beskrevs av Davis, Clarke H. Scholtz och Harrison 1999. Gyronotus mulanjensis ingår i släktet Gyronotus och familjen bladhorningar. Inga underarter finns listade i Catalogue of Life.